# HOPE (canción de NF)
HOPE es un sencillo del rapero NF. Fue estrenado el 16 de febrero de 2023 como primer sencillo de su álbum HOPE. La canción no tiene estribillo y está estructurada de forma progresiva, separada en dos partes. La segunda parte sirve como outro de la canción. Es una mezcla de instrumentos orquestales y electrónicos. Contiene constantes referencias a canciones anteriores de NF.

## Vídeo musical
El estreno de la canción fue acompañado por su correspondiente video musical que fue dirigido por Patrick Tohill y el propio NF. En el video NF viste de color blanco, en contraste con los videos musicales de su anterior proyecto  The Search, esta versión de sí mismo, ha encontrado la esperanza y está tratando de mejorar como persona y artista. Una parte del video transcurre en la mansión utilizada en el video de su canción de 2015  Mansion.